# خانواده بزرگ اسپانیایی
خانواده بزرگ اسپانیایی (به اسپانیایی: La gran familia española) فیلمی محصول سال ۲۰۱۳ و به کارگردانی دانیل سانچس آره‌والو است. در این فیلم بازیگرانی همچون آنتونیو د لا توره، روبرتو آلامو، کیم گوتیه‌رس و ورونیکا اچگی ایفای نقش کرده‌اند.